# Devadatta ducatrix
Devadatta ducatrix är en trollsländeart som beskrevs av Maurits Anne Lieftinck 1969. Devadatta ducatrix ingår i släktet Devadatta och familjen Amphipterygidae. IUCN kategoriserar arten globalt som livskraftig. Inga underarter finns listade i Catalogue of Life.